# Việt Nam năm 1917
Sự kiện trong năm 1917 ở Việt Nam

## Quân chủ
- Vua: Khải Định

## Sinh
- Chu Tử (Sơn Tây)
- Trương Đình Dzu (Bình Định)
- Trần Đức Thảo[1] (Bắc Ninh)
- Nguyễn Thị Kim (Hà Nội)
- Nguyễn Tôn Hoàn (Tây Ninh)
- Nguyễn Văn Tỵ (Hà Nội)